# كورال هيريرا
كورال هيريرا (بالإسبانية: Coral Herrera)‏ هي نسوية ‏ وصحفية إسبانية وكوستاريكية، ولدت في 1977 في مدريد في إسبانيا.